# ウィリアム・シェレル
ウィリアム・シェレル（英語: William Claude "Bill" Cherrell、1938年2月12日 - ）は、オーストラリア出身のフィギュアスケート選手（男子シングル）。1960年スコーバレーオリンピックオーストラリア代表。

## 主な戦績
| 大会/年              | 1956-57 | 1957-58 | 1959-60 |
| -------------------- | ------- | ------- | ------- |
| オリンピック         |         |         | 18      |
| 世界選手権           | 17      | 22      | 17      |
| オーストラリア選手権 |         |         | 1       |